# Миноносцы типа G-7
Миноносцы типа G-7 — тип миноносцев, состоявший на вооружении Военно-морского флота Германии в начале XX века и в период Первой мировой войны. Всего было построено 6 миноносцев этого типа (все по программе 1911 финансового года). Миноносцы отличались от типа G-192 меньшим размером. Как и тип V-1 эти миноносцы на германском флоте прозвали «калеками адмирала Ланса».

## Энергетическая установка
На кораблях типа в качестве ГЭУ были установлены 2 турбины фирмы «Германия» общей мощностью 16 000 л. с., 3 военно-морских угольных котла с давлением 18,0 атмосферы и 1 военно-морской нефтяной котёл. Максимальные запасы топлива на миноносцах типа составляли 110 тонн угля и 80 тонны нефти.

## Вооружение
Миноносцы вооружались 2×1 88-мм/30 орудиями. Торпедное вооружение эсминцев состояло из 4×1 500-мм торпедных аппаратов.

## Модернизация
В 1916 году уцелевшие миноносцы перевооружены орудиями 8.8 cm SK L/45.
Миноносцы G-7, G-8, G-10, G-11 в 1920—1921 годах прошли модернизацию на имперской верфи в Вильгельмсхафене. Модернизация заключалась в увеличении дальности плавания до 1700 миль (на скорости 17 узлов) благодаря увеличению запасов угля на 46 тонн. Также были заменены старые 88-мм орудия на новые, увеличенного калибра (105 мм). Количество торпедных аппаратов было уменьшено с 4 до 2.

## Служба
С началом Мировой войны флотилия была отмобилизована и 8 августа 1914 года полностью готова к ведению боевых действий. Эскадренные миноносцы в основном несли дозорную службу в Северном море и обеспечивали охранение флота. Флотилия, в том числе и G-10, участвовала в бою 28 августа 1914 года. В конце сентября эсминцы были на короткое время переведены на Балтику (ожидался прорыв на этот театр британского флота). Следующей операцией с участием кораблей флотилии стал бой у Доггер-банки, кроме G-10 который в это время проходил ремонт.
G-9 погиб 31 мая 1918 года, подорвавшись на мине в Северном море, в точке с координатами 55°14’N, 06°19’O. Потери экипажа 31 человек.
G-12. Флагман полуфлотилии миноносцев. Погиб 8 сентября 1915 года в 6 часов, после столкновения с миноносцем V-1 и последующим взрывом торпед, а V-1 получил очень тяжелые повреждения и уведен с места катастрофы на буксире. Место гибели корабля 55°25’N, 07°28’О. Потери экипажа 47 человек.
Остальные пережили Первую мировую войну.